# Робин Шарма
Робин Шарма је канадски писац познат по својој књизи "Калуђер који је продао свој ферари". Аутор је многих књига од којих су пет постале светски бестселери, објављени у преко четрдесет земаља. Робин је и предавач, спољни сарадник и консултант компанијама као што су Мајкрософт, Најк, ФидЕкс, НАСА, ИБМ и многе друге. Постао је један од светски најпознатијих и најпоузданијих саветника за персонални успех и успех у послу.

## Каријера
Почео је као парнични адвокат, али се повукао из те професије у 25-тој години незадовољан својим животом. Тада почиње са личним развојем, а своје идеје преноси првим књигама које убрзо објављује.